# Відкрита пористість
Відкрита пористість — пористість гірських порід, що характеризує об'єм пор, які сполучаються між собою, і через які можливий рух флюїду. Відкрита пористість менша від загальної на величину об'єму ізольованих пор. Для визначення відкритої пористості часто користуються методом І. А. Преображенського, застосовуючи для заповнення відкритих пор очищений гас і зважування попередньо екстрагованого і висушеного зразка гірської породи в повітрі і гасі. Аналогічно визначається пористість за водою. Дуже виликий вплив на величину відкритої пористості мають різні методи усунення поверхневої плівки, оскільки в залежності від панівного розвитку пор, каверен і тріщин при обробці зразків втрачається різна кількість гасу, чи води. Через наявність великих каверн відбувається гравітаційний витік рідини, тому під час зважування регіструється менший об'єм, аніж фактичний об'єм рідини, що заповнила зразок при насиченні під вакуумом. Відкрита пористість дорівнює загальній в пористих пісках, менше — в пісковиках (на 10 - 30%), в глинах — на 50% і більше, в чистій кам'яній солі вона відсутня.
Коефіцієнтом відкритої пористості mпв прийнято називати відношення об’єму відкритих, сполучених між собою пор до об’єму зразка.
Коефіцієнт відкритої пористості колекторів у середньому становить 0,15–0,20 (або 15-20 %). У пісковиках і алевролітах коефіцієнт повної пористості перевищує коефіцієнт відкритої на 5-6%. Він визначає величину геологічних запасів нафти (газу) в пласті.
Методи визначення пористості гірських порід колекторів зводяться в основному до визначення об’ємів пор, зразка і зерен породи шляхом насичення, зважування, занурення в рідину.